# Jelin (Oper)
Jelin – Gelindo in opera ist eine Oper in zwei Akten von Aldo Brizzi (Musik), der zusammen mit Bruno Masi auch das Libretto schrieb. Der Text ist eine moderne Fassung der Weihnachtsgeschichte aus der Perspektive der Hirten und basiert frei auf der Divòta Cumédia del Gelindo der Kapuzinermönche von Alessandria. Die Oper wurde am 17. September 2021 im Teatro Alessandrino in Alessandria uraufgeführt.

## Handlung

### Prolog
Der Erzähler erklärt, dass die alten Ägypter ihnen unbekannte Landstriche die „Länder der fremden Göttin“ nannten. Dort lebt Sara in alltäglicher Routine und holt jeden Tag über einen schlammigen Weg Wasser vom Brunnen. Sie selbst erzählt, dass sie in einem Traum nie gesehene Länder, weit entfernt in Raum und Zeit, besucht und dort das äußerste Geheimnis gefunden habe. Eines Tages erblickte sie auf ihrem Weg zum Brunnen einen Kometen und versuchte, ihm zu folgen. Als ihre Familie sie schließlich wiederfand, erzählte sie von neuen Welten jenseits des Horizonts, die von dem neuen Stern erleuchtet wurden. Daraufhin gaben alle ihre gewohnte Welt auf und folgten ihr.

### Erster Akt
Der Hirte Jelin teilt seinen beiden Gehilfen Maicon und Mané mit, dass er nach Bethlehem gehen müsse, denn Herodes habe befohlen, dass alle Familienoberhäupter sich selbst, ihre Angehörigen und ihre Angestellten bei der Volkszählung registrieren sollen. Es gehe sicher um eine Steuer. Daher werde er einen Korb Käse mitnehmen, um sie bezahlen zu können. Bevor er abreist, schärft er den beiden einige Verhaltensregeln ein: Sie sollen keine Feste feiern, seinen Wein nicht antasten, niemanden ins Haus lassen und auf seinen Sohn Nomine aufpassen. Kaum ist Jelin fort, laden die beiden den Gitarre spielenden Nachbarn Jefferson, dessen Freunde und einige Tänzerinnen zum Fest ein und vergreifen sich an Jelins Wein. Damit er nichts merkt, füllen sie die Schläuche (wie beim letzten Mal) mit Wasser wieder auf.
Auf dem Rückweg von Bethlehem wird von Jelin von römischen Soldaten aufgehalten, dem er Rede und Antwort stehen muss. Wenig später begegnet er einem unbekannten Mann, der ihn um Hilfe für sich und seine hochschwangere Frau bittet, weil er in ganz Bethlehem keine Unterkunft finden konnte. Obwohl Jelin ihn erst für einen römischen Spion hält, zeigt er ihm den Weg zu einer kleinen Schutzhütte der Hirten. Nachdem er die Namen des Paares (Maria und Giuseppe) erfahren hat, verabschiedet sich Jelin. Er fühlt sich merkwürdig berührt von dieser Begegnung. Während Giuseppe nach der Hütte sucht, singt Maria ein prophetisches Lied über ihren ungeborenen Sohn.
Bei Jelins Rückkehr ist die Party seiner Mitarbeiter noch in vollem Gange. Er wird wütend, ist aber zugleich müde von der anstrengenden Reise. Da erscheinen Engel und verkünden die Geburt des Messias, des Königs der Juden. Jelins Sohn Nomine kommt von einem Fußballspiel nach Hause und erzählt, dass die Engel auch dort erschienen seien. Er habe aber ihre Rede nicht ganz verstanden: Der neue König soll in einer Hütte in der Nähe von Bethlehem geboren sein. Jelin erinnert sich sofort an seine Begegnung mit Maria und Giuseppe. Er beschließt, mit Jefferson zurückzugehen, um ihnen Geschenke zu bringen. Als Nomine bittet, ihn mitzunehmen, lehnt Jelin das erst ab, lässt sich aber von Jefferson umstimmen. Auch Maicon möchte mitkommen, doch Jelin besteht darauf, dass er mit Mané die vernachlässigte Arbeit nachholt. Als die beiden alleine sind, denkt Maicon gar nicht an die Arbeit, sondern singt ein Lied über seine Sehnsucht nach Bethlehem.

### Zweiter Akt
Es ist später Abend. Sara befindet sich mit ihrer Familie auf der Reise zu den Ländern der fernen Göttin. Jelin, Jefferson und Nomine begegnen ihnen in der Wüste. Da im Dunkeln kaum etwas zu erkennen ist, halten sie Sara und ihre Angehörigen erst für Wölfe. Nomine spricht Sara an und beruhigt die Männer dann. Sie glauben jetzt, Sara sei eine Migrantin. Wenig später treffen die drei erneut auf eine Gestalt. Sie entpuppt sich als Maicon, der Jelins Befehl ignoriert hat und ihnen gefolgt ist, um das neugeborene Kind zu sehen. Nomine und Jefferson überreden Jelin, dass er sich der Gruppe anschließen darf. Er soll dem Kind etwas vorsingen. Die vier üben einige Lieder ein. Auch Nomine möchte etwas singen, und Jefferson und Maicon spielen Gitarre.
Die Hirten kommen zur Hütte, in der das Kind mittlerweile geboren wurde. Sie geben Maria und Giuseppe die mitgebrachten Geschenke und singen ihre Lieder. Vor dem Abschied macht Maicon noch ein Foto, das er im sozialen Medium „Heilige Familie“ veröffentlichen will. Er hofft auf Milliarden von Likes und großen Reichtum. Das macht Jelin wütend, zumal Mané nicht bei ihnen ist und das Kind nicht sehen konnte.
Mané ist bei der Arbeit, als es an der Tür klopft und die Heiligen Drei Könige um Einlass bitten. Sie sind einem Stern bis zu dieser Hütte gefolgt, um den neugeborenen König der Juden zu finden. Mané erkennt, dass es sich um das Kind handelt, zu dem Jelin und die anderen gegangen sind. Da er den Weg zu der anderen Hütte nicht kennt, bittet er die Männer, auf dessen Rückkehr zu warten, und holt Wein. Jelin trifft wenig später ein. Da er den Männern nicht traut, behauptet er, nichts von Königen zu wissen, und weist sie an eine nahegelegene Kneipe, wo sie vielleicht Auskunft erhalten können. Als Mané ihm aber erklärt, dass es sich bei diesem König um das Kind handle, das sie gerade besucht haben, bittet er Maicon, den Männern zu folgen und ihnen den Weg zu zeigen. Römische Soldaten dringen in die Hütte ein, verweisen auf Herodes’ Befehl, alle Kinder unter zwei Jahren zu töten, und verwüsten alles. Jelin ist entsetzt. Er erkennt, um welches Kind es geht, und macht sich mit den anderen Hirten auf den Weg, um es zu verteidigen.
Die drei Könige überreichen dem Kind ihre Gaben: Gold als Zeichen des Königtums, Weihrauch als Zeichen der Göttlichkeit und Myrrhe als Zeichen der Dauerhaftigkeit. Nach der Zeremonie erscheint Giuseppe im Traum ein Engel, der ihn vor dem Befehl Herodes’ warnt, das Kind zu töten, und ihn auffordert mit seiner Familie nach Ägypten zu ziehen. Er glaubt, dass hinter allem ein göttlicher Plan steckt und Herodes nur ein Werkzeug ist. Sie machen sich auf den Weg. Als Sara eintrifft, findet sie die Hütte leer vor. Sie erinnert sich an einen Traum, der ihr eine Tochter namens Maria Magdalena vorhersagte. Als Nächstes erscheint ein römischer Soldat, der nach dem Kind sucht, aber unverrichteter Dinge wieder abziehen muss. Auch die Hirten treffen niemanden mehr an. Sie befürchten, zu spät gekommen zu sein, doch die Engel versichern ihnen, dass der König der Juden in Sicherheit und auf dem Weg nach Ägypten sei. Maicon ist unterdessen Sara begegnet und sich in sie verliebt. Er schließt sich ihr an, um „fern in der Zeit nie gesehene Orte zu besuchen und dort das größte Geheimnis zu finden“. Jelin hält ihn für verrückt, doch Sara erklärt, dass sie schon viele Leben lang auf ihn gewartet habe.

## Gestaltung
Die Oper benötigt insgesamt 15 Sänger und ein Orchester mit ungefähr 40 Instrumentalisten. Die Musik ist tonal und enthält ausgeprägte rhythmische Strukturen. Es gibt Arien, Habanera-Rhythmen, einen türkischen Marsch und eine Barkarole. Die verwendeten Musikstile reichen von der klassischen Musik bis zum Swing und der Populärmusik. Drei wichtige Arien sind der Maria zugewiesen.

## Werkgeschichte
Jelin ist die siebte Oper des Komponisten Aldo Brizzi. Die Vorlage, die Divòta Cumédia del Gelindo, entstand bereits im Mittelalter und wurde im Lauf der Jahrhunderte immer wieder erweitert und um weitere Charaktere ergänzt. Sie ist ein wichtiger Bestandteil des Piemonteser Brauchtums. Es handelt sich um ein geistliches Schauspiel um den Hirten Gelindo, das dort traditionell zur Weihnachtszeit gespielt wird und geistliche und komische Elemente kombiniert. Schon 1894 berichteten Costantino Nigra und Delfino Orsi in ihrer Schrift über geistliche Weihnachtsspiele darüber. Rodolfo Renier veröffentlichte 1896 einen philologischen Essay, in dem er verschiedene Fassungen miteinander verglich. Eine umfangreiche Abhandlung verfasste Roberto Leydi 2001. Sie enthält auch einen bedeutenden Betrag des Schriftstellers Umberto Eco. Einflüsse dieses Stücks finden sich auch in volkstümlichen Schauspielen anderer Länder. Die Kapuzinermönche von Alessandria zeigen es seit 1924 regelmäßig.
Die Geschichte des Gelindo beschäftigte den 1960 in Alessandria geborenen Brizzi seit seiner Kindheit. Erst während des zweiten „Lockdowns“ der COVID-19-Pandemie fand er die Zeit, die Musik zu komponieren. Das Libretto verfasste Brizzi zusammen mit Bruno Masi. Die Namen der Hauptfiguren wurden verändert. Gelindo heißt in der Oper „Jelin“, Tirsi wurde zu „Maicon“, Maffeo zu „Mané“ und Narciso zu „Nomine“. Die Figur der Sara ist neu. Die Rolle der Frauen wurde in der Oper im Vergleich zur Vorlage aufgewertet. Eine Sängerin verkörpert auch Jelins Sohn Nomine.
Die Uraufführung fand am 17. September 2021 im Teatro Alessandrino in Alessandria unter der Leitung des Komponisten Aldo Brizzi statt. Die Inszenierung stammte von Cornelia Geiser, die Ausstattung von Giacomo Gallari, die Kostüme von Anita Tournour Viron und das Lichtdesign von Alessandro Vittori. Es spielte das Orchestre Philharmonique du Lac de Côme. Die Solisten waren Emilio Marcucci (Jelin), Andrea Calce (Maicon), Sergei Morozov (Mané und Giuseppe), Luigi Pisapia (Jefferson), Graça Reis (Maria), Luciana Pansa (Sara), Silvia Lee (Nomine), Constanza Antunica (erster Engel), Cristian Díaz und Luis Fuentes Bustos (Weise), Victor Andrini (Weiser und Soldat), Silvia Pepe, Laura Bevacqua und Jozefa Maria Haffner (Engel und Mädchen auf dem Fest) und Bertrand Brouder (Erzähler). Ein Mitschnitt wurde im französischen Fernsehen übertragen und als Videostream auf france.tv bereitgestellt.
Weitere Vorstellungen an anderen italienischen Städten sowie in Frankreich, Argentinien und Brasilien waren geplant.

## Aufnahmen
- 17. September 2021 – Aldo Brizzi (Dirigent), Cornelia Geiser (Inszenierung), Giacomo Gallari (Ausstattung), Anita Tournour Viron (Kostüme), Alessandro Vittori (Licht), L’Orchestre Philharmonique du Lac de Côme.
 Emilio Marcucci (Jelin), Andrea Calce (Maicon), Sergei Morozov (Mané und Giuseppe), Luigi Pisapia (Jefferson), Graça Reis (Maria), Luciana Pansa (Sara), Silvia Lee (Nomine), Constanza Antunica (erster Engel), Cristian Díaz und Luis Fuentes Bustos (Weise), Victor Andrini (Weiser und Soldat), Silvia Pepe, Laura Bevacqua und Jozefa Maria Haffner (Engel und Mädchen auf dem Fest), Bertrand Brouder (Erzähler).
 Video; Mitschnitt der Uraufführung am 17. September 2021 im Teatro Regionale Alessandrino in Alessandria.
 Videostream auf france.tv.[7]